# Dallara F192
Dallara F192 – samochód Formuły 1, zaprojektowany przez Gianpaolo Dallarę i Nigela Cowperthwaite'a oraz skonstruowany przez Dallarę dla BMS Scuderia Italia. Model rywalizował w sezonie 1992, a jego kierowcami byli JJ Lehto i Pierluigi Martini.
Właściciel BMS Scuderia Italia, Giuseppe Lucchini zdołał zapewnić na sezon 1992 silniki Ferrari, jako że Ferrari nie było zadowolone z osiągów Minardi, któremu zapewniało silniki rok wcześniej. Z drugiej strony te mocne jednostki były zbyt trudne w utrzymaniu dla małych zespołów, jak BMS Scuderia Italia. Do pierwszego wyścigu sezonu Lehto i Martini zakwalifikowali się na odpowiednio 24. i 25. miejscu. Jednakże później Ferrari wprowadziło nowy silnik i osiągi polepszyły się. Mimo to obaj kierowcy skarżyli się na brak szybkości i trudności w ustawieniu samochodu, a Cowperthwaite wiosną opuścił zespół. W całym sezonie model F192 zdobył tylko dwa punkty. Po sezonie Lucchini zrezygnował z usług Dallary i w sezonie 1993 wystawił Lolę T93/30.

## Wyniki w Formule 1
| Legenda oznaczeń w tabelach wyników Wyświetl szablon na nowej stronie | Legenda oznaczeń w tabelach wyników Wyświetl szablon na nowej stronie                                                                     |
| Oznaczenie                                                            | Wyjaśnienie |
| --------------------------------------------------------------------- | --- |
| Złoty                                                                 | Zwycięzca lub mistrzostwo |
| Srebrny                                                               | 2. miejsce lub wicemistrzostwo |
| Brązowy                                                               | 3. miejsce lub II wicemistrzostwo |
| Zielony                                                               | Ukończył, punktował (w klasyfikacji generalnej, gdy zdobył co najmniej jeden punkt na przestrzeni sezonu, poza trzema powyższymi opcjami) |
| Niebieski                                                             | Ukończył, nie punktował (w klasyfikacji generalnej, gdy nie zdobył co najmniej jednego punktu na przestrzeni sezonu)                      |
| Czerwony                                                              | Nie zakwalifikował się (NZ) |
| Czerwony                                                              | Nie prekwalifikował się (NPK) |
| Różowy                                                                | Nie ukończył (NU) |
| Różowy                                                                | Niesklasyfikowany (NS) (w klasyfikacji generalnej, gdy nie został sklasyfikowany w żadnym wyścigu sezonu)                                 |
| Czarny                                                                | Zdyskwalifikowany (DK) |
| Czarny                                                                | Wykluczony (WYK/EX) |
| Biały                                                                 | Nie wystartował (NW) |
| Biały                                                                 | Kontuzjowany (K/INJ) |
| Biały                                                                 | Wyścig odwołany (OD/C) |
| Bez koloru                                                            | Został wycofany (WYC/WD) |
| Bez koloru                                                            | Nie przybył (NP/DNA) |
| Bez koloru                                                            | Nie brał udziału w treningach (NT/DNP) |
| Bez koloru                                                            | Nie został zgłoszony (–) |
| Pogrubienie                                                           | Start z pole position |
| Kursywa                                                               | Najszybsze okrążenie wyścigu |
| †                                                                     | Nie ukończył, ale jego rezultat został zaliczony ze względu na przejechanie więcej niż 90% dystansu wyścigu.                              |
| *                                                                     | Sezon w trakcie |
| 1/2/3                                                                 | Punktowana pozycja w sprincie kwalifikacyjnym                                                                                             |
| Lista systemów punktacji Formuły 1                                    | |

| Sezon | Zespół              | Silnik  | Kierowcy          | Wyniki w poszczególnych eliminacjach | Wyniki w poszczególnych eliminacjach | Wyniki w poszczególnych eliminacjach | Wyniki w poszczególnych eliminacjach | Wyniki w poszczególnych eliminacjach | Wyniki w poszczególnych eliminacjach | Wyniki w poszczególnych eliminacjach | Wyniki w poszczególnych eliminacjach | Wyniki w poszczególnych eliminacjach | Wyniki w poszczególnych eliminacjach | Wyniki w poszczególnych eliminacjach | Wyniki w poszczególnych eliminacjach | Wyniki w poszczególnych eliminacjach | Wyniki w poszczególnych eliminacjach | Wyniki w poszczególnych eliminacjach | Wyniki w poszczególnych eliminacjach | Wyniki kierowców | Wyniki kierowców | Wyniki konstruktora | Wyniki konstruktora |
| 1992  |                     |         |                   |                                      | Meksyk                               | Brazylia                             | Hiszpania                            | San Marino                           | Monako                               | Kanada                               | Francja                              | Wielka Brytania                      | Niemcy                               | Węgry                                | Belgia                               | Włochy                               | Portugalia                           | Japonia                              | Australia                            | Pkt.             | Msc.             | Pkt.                | Msc.                |
| ----- | ------------------- | ------- | ----------------- | ------------------------------------ | ------------------------------------ | ------------------------------------ | ------------------------------------ | ------------------------------------ | ------------------------------------ | ------------------------------------ | ------------------------------------ | ------------------------------------ | ------------------------------------ | ------------------------------------ | ------------------------------------ | ------------------------------------ | ------------------------------------ | ------------------------------------ | ------------------------------------ | ---------------- | ---------------- | ------------------- | ------------------- |
| 1992  | BMS Scuderia Italia | Ferrari | JJ Lehto          | NU                                   | 8                                    | 8                                    | NU                                   | NU                                   | 9                                    | 9                                    | 9                                    | 13                                   | 10                                   | NZ                                   | 7                                    | NU                                   | NU                                   | 9                                    | NU                                   | 0                | 21               | 2                   | 10                  |
| 1992  | BMS Scuderia Italia | Ferrari | Pierluigi Martini | NU                                   | NU                                   | NU                                   | 6                                    | 6                                    | NU                                   | 8                                    | 10                                   | 15                                   | 11                                   | NU                                   | NU                                   | 8                                    | NU                                   | 10                                   | NU                                   | 2                | 16               | 2                   | 10                  |